# Chevrolet Silverado
Chevrolet Silverado (společně se sesterským GMC Sierra) je lehký nákladní pickup od General Motors.
Model Silverado je nástupcem Chevroletu C/K, zatímco GMC Sierra je nástupcem GMC C/K. V podstatě se jedná o shodná vozidla, ale modely GMC mohou být luxusněji vybaveny, zatímco modely Chevroletu jsou určeny spíše jako levnější varianta.
Vozidla se vyrábí v mnoha verzích – kabiny mohou být krátké, prodloužené nebo dvojité. Je nabízeno také mnoho rozvorů, přičemž jsou vozidla dělena na 2 hmotnostní skupiny: lehké užitkové (half ton) a těžké užitkové (heavy duty). Speciální aplikací jsou vojenská vozidla pod označení Milverado.

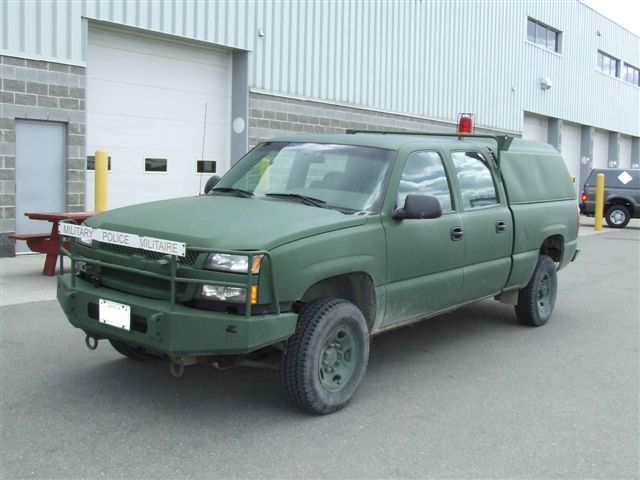
Chevrolet Milverado kanadské vojenské policie

## GMT800 (1998–2007)
Lehká varianta tohoto amerického trucku je vyráběna od roku 1998, těžší pak od roku 2001. V roce 2007 je nahradila řada GMT900.

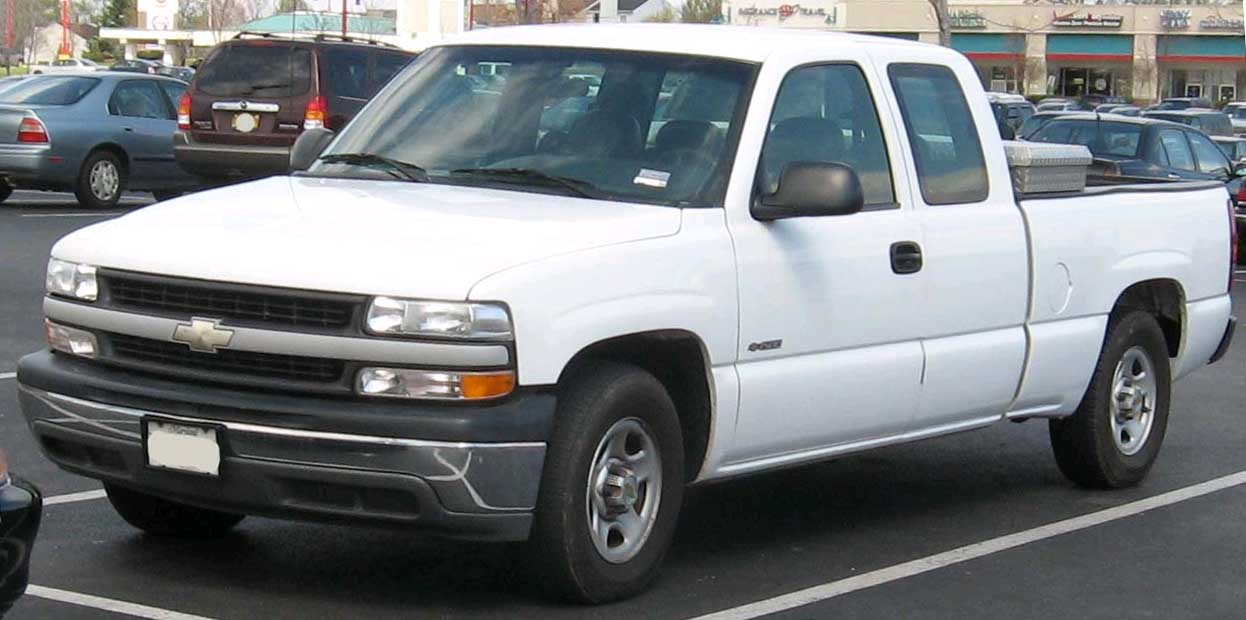
Silverado 1500 (1999–2002)
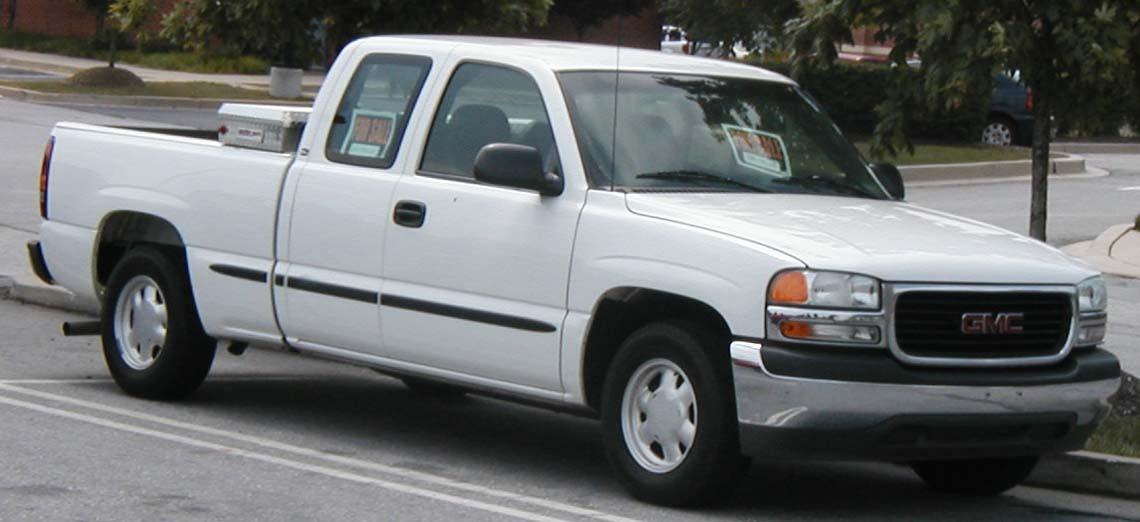
GMC Sierra 1500 (1999–2002)
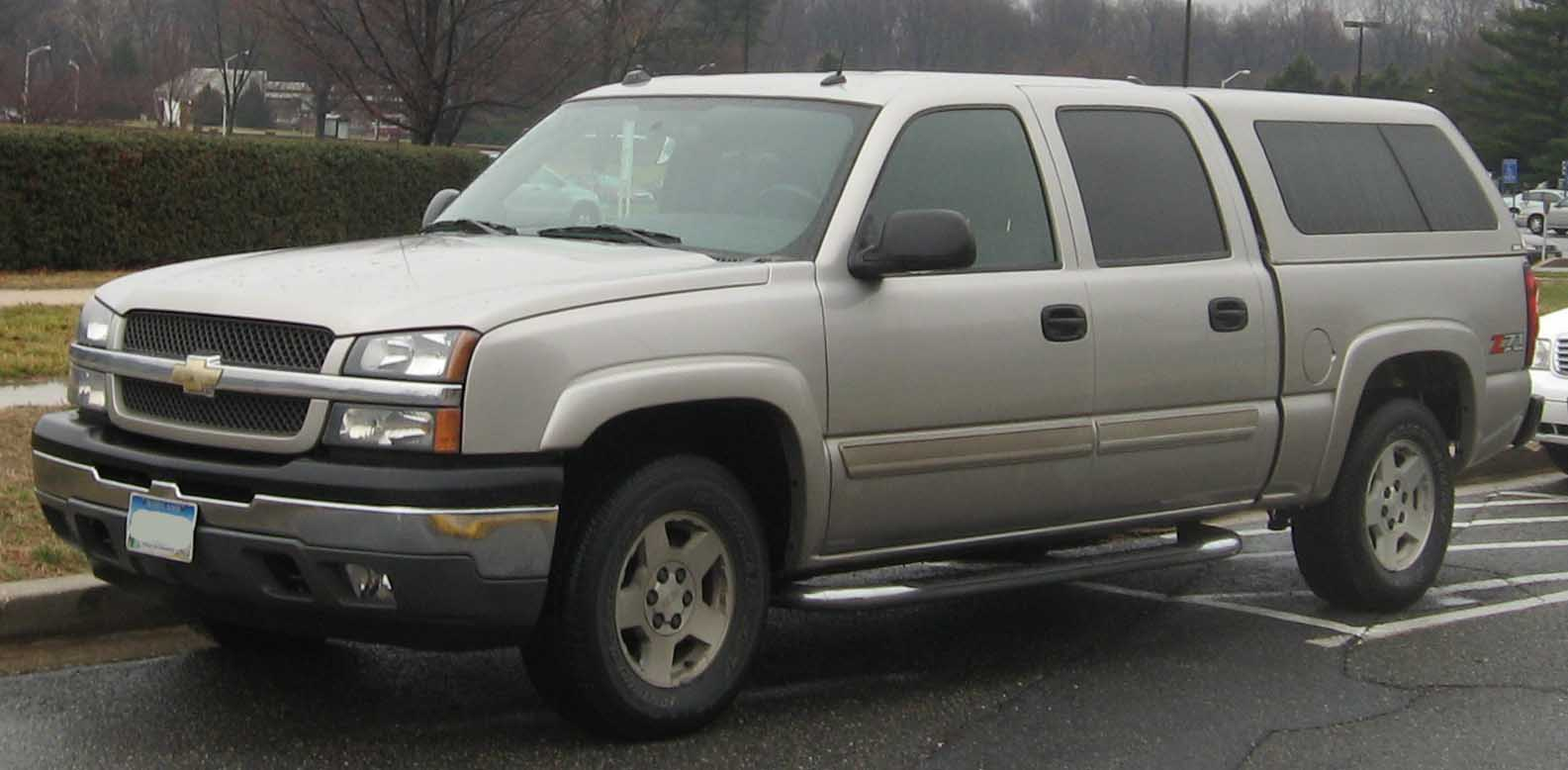
Silverado 1500 crew cab (2004–2005)
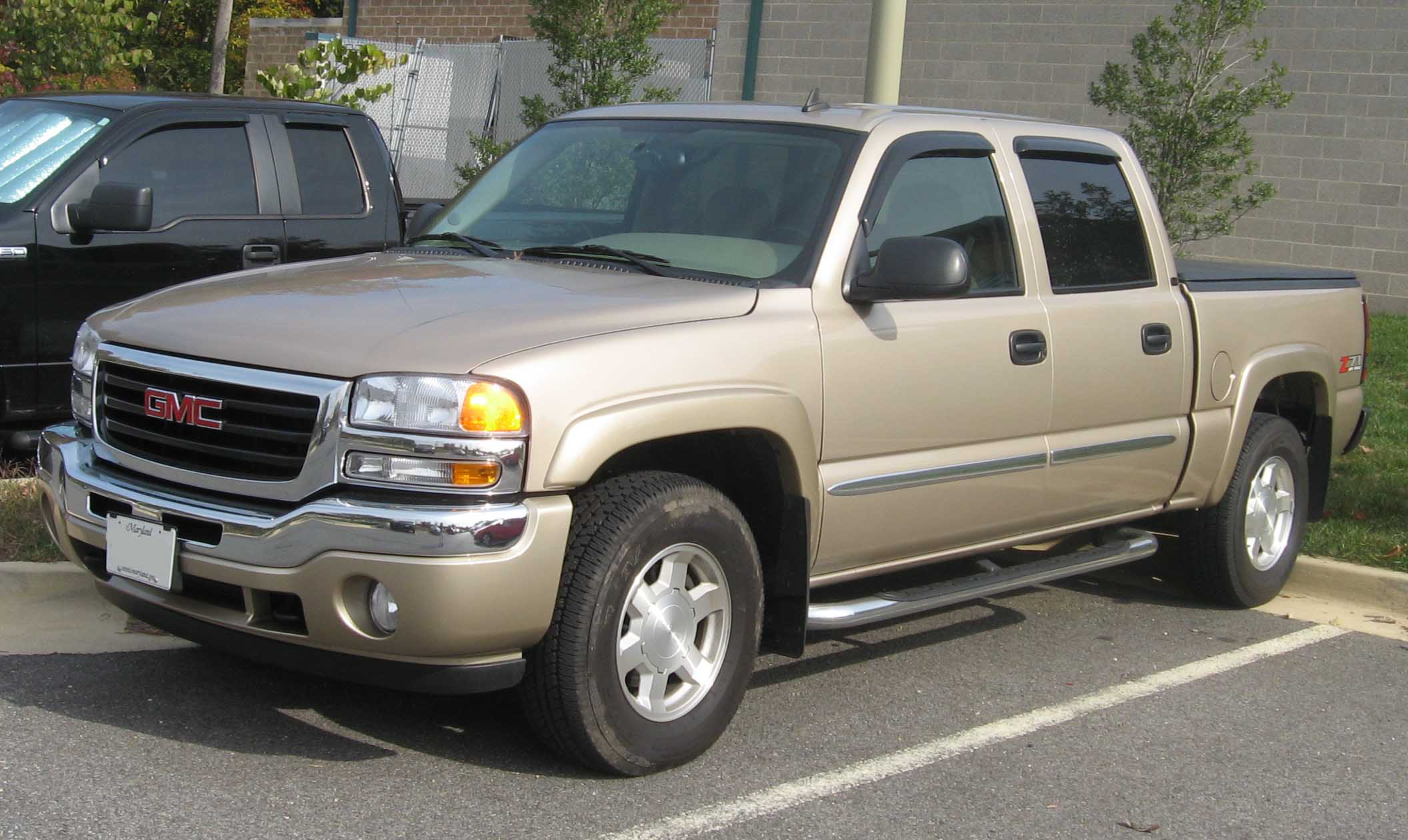
GMC Sierra 1500 (2003–2006)
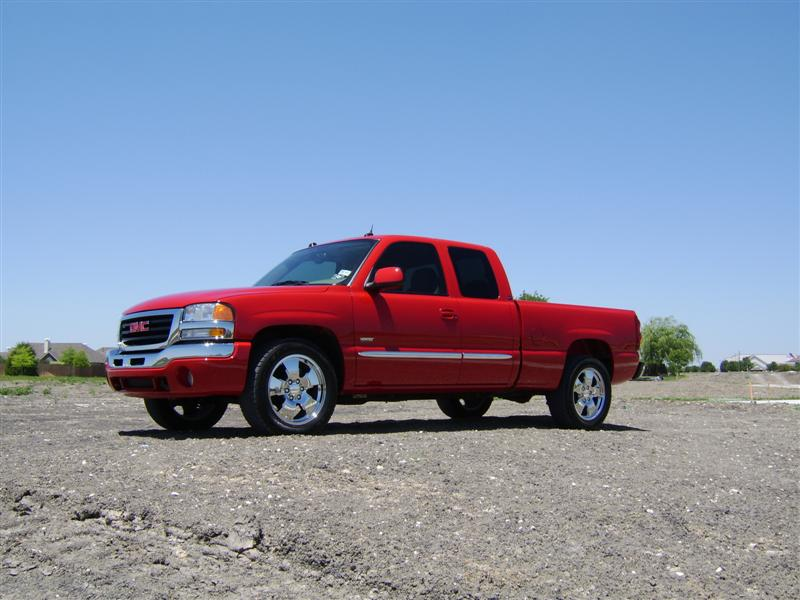
2004 GMC Sierra s paketem VHO

## GMT900 (2007–2013)
Druhá generace modelu Silverado/Sierra vstoupila do výroby v roce 2007. Má nový vzhled exteriéru i interiéru, změněný rám a odpružení. Omlazena byla také paleta motorů, která sestává zejména z vznětových motorů V8. Nové Silverado získalo cenu North American Truck of the Year Award za rok 2007 a ocenění Truck of the Year od časopisu Motor Trend v tentýž roce.
Od roku 2008 jsou v USA a Kanadě k dispozici pouze automatické převodovky, manuál už je nabízen jen ve spojení s V6 pro mexický trh.

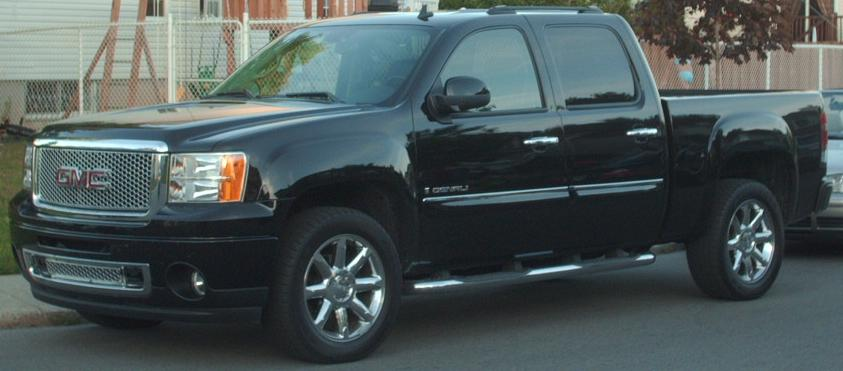
GMC Sierra Denali (2007)
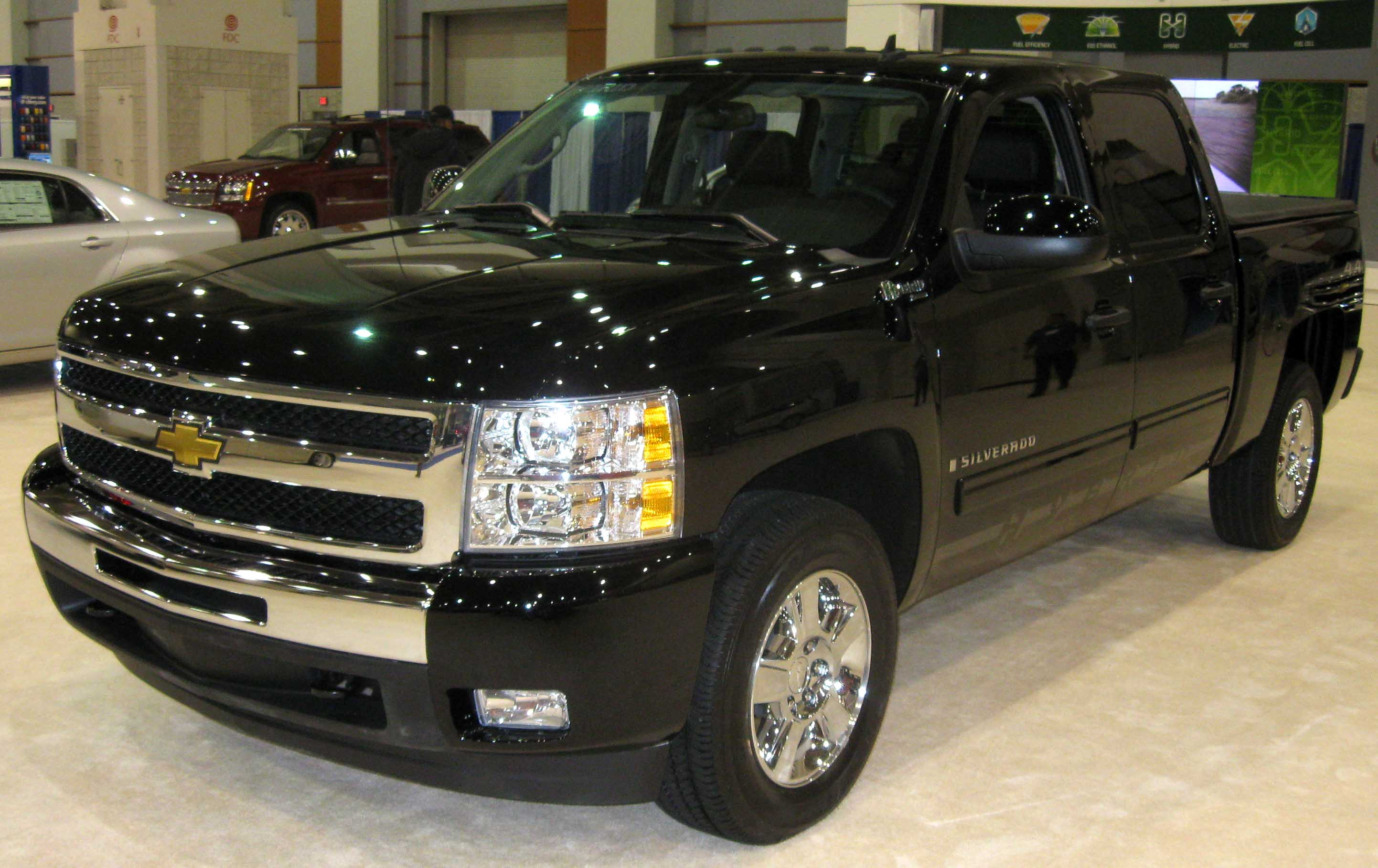
Chevrolet Silverado Hybrid (2009)
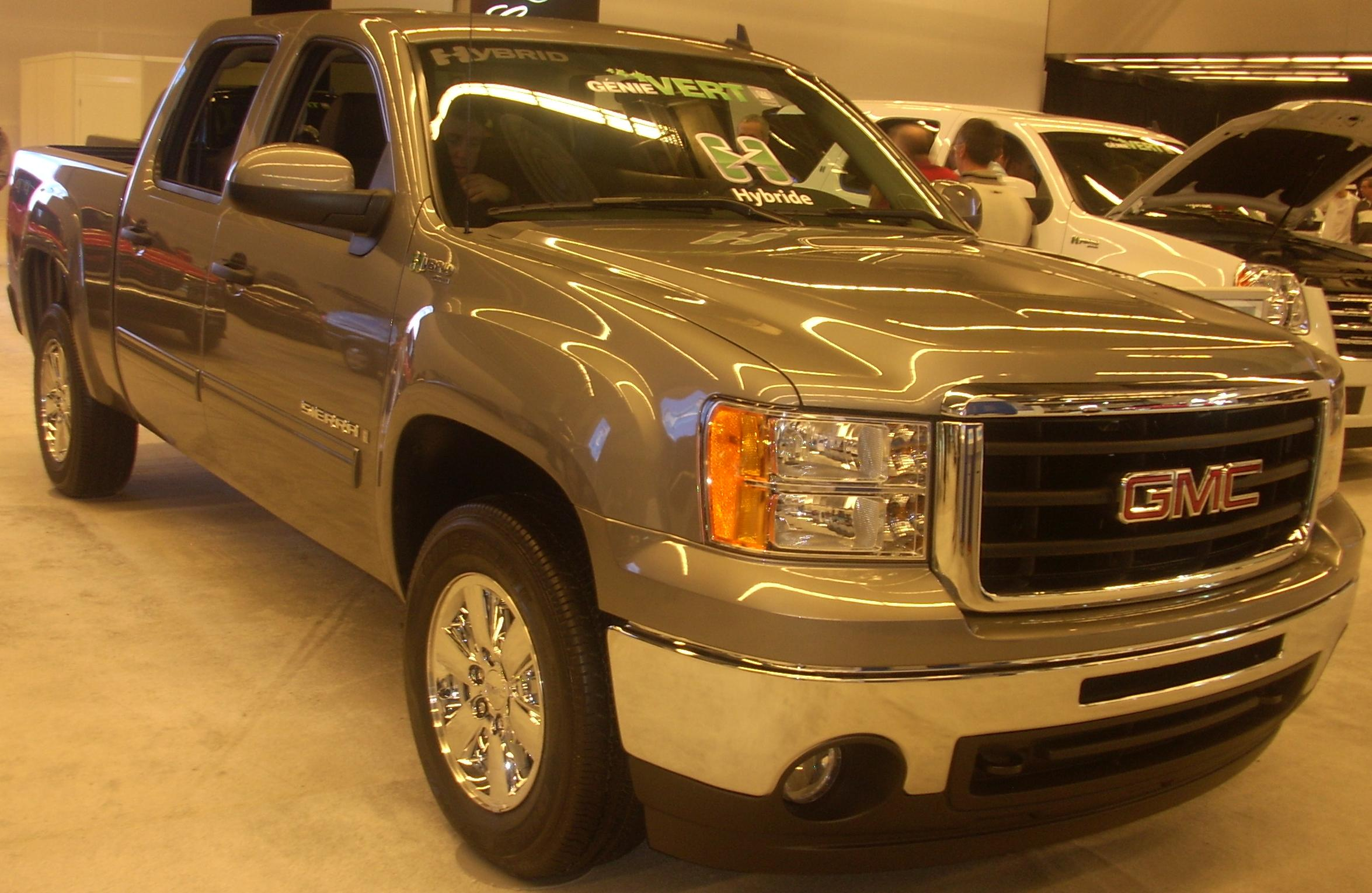
GMC Sierra Hybrid (2009)

### Bezpečnost
Vozidla jsou standardně dodávána s ABS. V roce 2007 prošlo Silverado NHTSA crash testy:
- Čelní náraz: /
- Boční náraz: /
- Převrácení:

## Prodeje
Prodeje v Americe zobrazuje následující tabulka:
| Rok  | Chevrolet Silverado | GMC Sierra | Celkem  |
| ---- | ------------------- | ---------- | ------- |
| 1998 | 538.254             | 160.555    | 698.809 |
| 1999 | 636.150             | 208.693    | 844.843 |
| 2000 | 642.119             | 188.907    | 831.026 |
| 2001 | 716.051             | 210.154    | 926.205 |
| 2002 | 652.646             | 202.045    | 854.691 |
| 2003 | 684.302             | 196.689    | 880.991 |
| 2004 | 680.768             | 213.756    | 894.524 |
| 2005 | 705.982             | 229.488    | 935.468 |
| 2006 | 636.069             | 210.736    | 846.805 |
| 2007 | 618.259             | 208.243    | 826.500 |
| 2008 | 465.065             | 168.544    | 633.609 |
| 2009 | 316.544             | 111.842    | 428.386 |